# Vallemorobbia in Piano
Vallemorobbia in Piano è stato un comune svizzero del Canton Ticino (distretto di Bellinzona).
Già comune autonomo istituito nel 1831 con la divisione del comune soppresso di Vallemorobbia nei nuovi comuni di Pianezzo, Sant'Antonio e Vallemorobbia in Piano, nel 1867 è stato accorpato al comune di Giubiasco, che a sua volta il 1º gennaio 2017 è stato accorpato al comune di Bellinzona assieme agli altri comuni soppressi di Camorino, Claro, Gnosca, Gorduno, Gudo, Moleno, Monte Carasso, Pianezzo, Preonzo, Sant'Antonio e Sementina.